# Первенство СССР между командами союзных республик по шахматам 1991
Первенство СССР между командами союзных республик по шахматам 1991 — 19-е первенство.
Проходило в 1991 году в Азове. В программе 10-й Спартакиады народов СССР. По итогам предварительных соревнований сформировано 2 финальных группы среди мужчин и женщин, где по круговой системе разыгрывались места: 1-я группа (1—6-е) и 2-я (7—13-е); состав команды: 6 шахматистов и 4 шахматистки. Связи с распадом СССР в чемпионате не участвовали шахматисты из Грузии, Литвы и Латвии, а из Таджикистана и Эстонии участвовало только по одной команде.

## Мужчины

### 1-я группа
- 1. Украинская ССР (А. Белявский, В. Эйнгорн, К. Лернер, В. Неверов, М. Бродский, А. Максименко) — 20 очков из 30;
- 2. Армянская ССР (С. Лпутян, А. Петросян, А. Минасян, А. Анастасян, С. Галдунц, Н. Калантарян) — 16;
- 3. Узбекская ССР (В. Логинов, Г. Серпер, А. Ненашев, С. Загребельный, М. Салтаев, Д. Каюмов) — 16 (худшие дополнительные показатели);
- 4. РСФСР — 13;
- 5. Москва — 12½;
- 6. Белорусская ССР — 12½.

### 2-я группа
- 7. Ленинград — 23½ очков из 36;
- 8. Азербайджанская ССР — 19:
- 9. Туркменская ССР — 19;
- 10. Казахская ССР — 19;
- 11. Молдавская ССР — 16½;
- 12. Киргизская ССР — 16½;
- 13. Таджикская ССР — 12½.

## Женщины

### 1-я группа
- 1. Украинская ССР (М. Литинская, И. Челушкина, Л. Семёнова, Н. Ручьёва) — 12 очков из 20;
- 2. Казахская ССР (Г. Сахатова, Э. Сахатова, Т. Сергеева, Л. Тажиева) — 11½;
- 3. Эстонская ССР (М. Раннику, Л. Пярнпуу, Т. Фомина, М. Цыганова) — 11½ (худшие дополнительные показатели);
- 4. РСФСР — 10½;
- 5. Москва — 8½;
- 6. Молдавская ССР — 6.

### 2-я группа
- 7. Ленинград — 16 очков из 24;
- 8. Армянская ССР — 15;
- 9. Азербайджанская ССР — 15;
- 10. Киргизская ССР — 14½;
- 11. Белорусская ССР — 13;
- 12. Узбекская ССР — 5½;
- 13. Туркменская ССР — 5.

Лучшие индивидуальные результаты: мужчины — 2-я доска — А. Гусейнов (Азербайджанская ССР) — 8 из 9; женщины — 4-я доска — М. Цыганова (Эстонская ССР) — 7½ из 9.